# Milčetići
Milčetići (italsky Milcetici) je vesnice a přímořské letovisko v Chorvatsku v Přímořsko-gorskokotarské župě. Je jednou z mnoha vesnic, tvořících dohromady sídlo Dubašnica. Nachází se na ostrově Krku, asi 41 km od Rijeky. V roce 2011 zde žilo celkem 245 obyvatel.
Sousedními letovisky jsou Malinska a Zidarići.